# Louis Pierre Parat de Chalandray
Louis Pierre Parat de Chalandray (1746-1836) est un haut fonctionnaire et homme politique français. Il fut le dernier seigneur de La Celle Saint-Cloud et de Bazemont sous l'Ancien Régime puis maire de Bazemont pendant 22 ans.
Il nait à Paris le 14 novembre 1746.
Issu d'une famille de puissants financiers, son père est Jérome Louis Parat de Montgeron (1713-1792). Il commence sa carrière publique comme Receveur Général des finances de Lorraine et Barrois, charge héritée de son père. Puis il devient Receveur Général des Finances de l'Orléanais.
Son signalement dans son Certificat de Résidence, rédigé en janvier 1795, le décrit comme suit :
taille de 5 pieds 5 pouces (1,76 m), nez un peu gros, bouche moyenne, menton rond, cheveux châtain, visage long et ovale, front découvert, yeux châtain.

## Ses réalisations à La Celle Saint-Cloud
Louis Pierre Parat de Chalandray arrive à La Celle Saint-Cloud en faisant l'acquisition du château de la Celle le 13 février 1776. Il le rachète des mains de Paul-François de Quelen, plus connu sous le titre de duc de La Vauguyon, gouverneur des enfants de la Maison de France, dont le Dauphin, futur Louis XVI.
De Quelen l'a acquis en 1772, mais des revers de fortune le contraignent à le revendre prématurément.
Parat de Chalandray sera donc le dernier seigneur de La Celle Saint-Cloud de 1776 à 1789.
En fait, c'est le beau-père de Parat de Chalandray qui finance l'achat pour " l'usage du bien de sa fille ". Parat de Chalandray transforme les jardins à la française de son château, en jardin à l'anglaise. Morel de Lyon, le célèbre paysagiste supervise les plans.
Il fait ouvrir une nouvelle voie de communication, l'actuelle avenue des Combattants. Il fait aménager de part et d'autre de cette voie, une clairière plantée d'une double rangée de tilleuls, le "fer à cheval".
Son beau-père, Nicolas Le Buisson de Morinière (1701-1784) meurt au château de La Celle et sera enterré à Bazemont. Parat de Chalandray et sa femme héritent de la fortune de son beau-père et se retrouvent à la tête de la seigneurie, terres et château à Bazemont.
Il est accusé d'être un Émigré sous la Révolution. Ses biens de la Celle sont séquestrés et mis sous scellés. Après avoir prouvé sa présence continue sur le territoire de la République, ses droits sont rétablis et il récupère ses biens, meubles et terres celloises le 21 frimaire An III (16 décembre 1794).
Il vend son château de La Celle Saint-Cloud au vicomte Charles Gilbert Morel de Vindé, un membre de sa famille par alliance, et quitte ce village en 1804.
Une rue porte son nom à La Celle Saint-Cloud et le blason moderne de la ville s'inspire de ses armes.

## Ses réalisations à Bazemont
Petit à petit, le couple s'investit de plus en plus à Bazemont, vendant leurs biens de la Celle et partageant leurs moments entre leur domicile parisien (au 345, rue de l'Université, Section de la Fontaine-de-Grenelle) et l'amélioration du village de Bazemont.
- dernier seigneur de Bazemont, Herbeville et Sainte Colombe de 1785 à 1789
- propriétaire du Château de Bazemont de 1785 à 1846
- maire de Bazemont de 1808 à 1830 et Conseiller d'Arrondissement

### Constructions
Les constructions et aménagements réalisés à Bazemont sont presque tous encore visibles aujourd'hui :
- 1786 : construction d'une galerie aérienne pour assurer une liaison couverte entre son château et l'église
- 1787 : reconstruction de la ferme seigneuriale
- 1789 : réalisation d'un lavoir abreuvoir
- aménagement d'un parc à l'anglaise et fausses ruines
- travaux de voirie et sur diverses fontaines
- remaniement profond du château (dernière tour abattue et construction d'une aile de style XVIIIe)
- construction et aménagement des dépendances (écuries, remise et magasin, logement du garde)
- 1804 : édification face au lavoir abreuvoir, d'une salle de spectacle, La Comédie.

## Sa famille

Blason de Louis Pierre Parat de Chalandray : écartelé au premier et au quatrième d'azur, au chef d'argent chargé de trois têtes d'aigle arrachées de sable ; au deuxième et au troisième de gueules, à trois clefs d'argent posées en fasce l'une sur l'autre, les panetons vers le chef, celle du milieu le paneton à dextre, les deux autres à senestre ; sur le tout d'or à la fasce de sable, chargée de trois mitres épiscopales d'argent accompagnées au canton dextre du chef d'une étoile du même

Il épouse en 1775 Marie Françoise Éléonore Le Buisson de Morinière (1746-1820) qui lui donne une fille unique, Antoinette Nicolas Joséphine (1777-1803). Elle se marie avec Joseph Chapelle de Jumilhac et de cette union naîtra deux fils (Jules et Pierre).
Ses trois sœurs firent des mariages avec des personnages très en vue de l'aristocratie de l'Ancien Régime :
- Philiberte Parat de Montegeron (1730-1765) épousa en 1752 Louis Auguste Le Tonnelier de Breteuil, qui devint ambassadeur en Suède puis en Russie, puis ministre de Louis XVI (avec descendance).
- Marie Parat de Montegeron (1737-1753) épousa en 1749 Pierre Étienne Bourgeois de Boynes qui devint ministre, secrétaire d'État à la Marine (dont une fille sans descendance).
- Florimonde Parat de Montegeron (1740-1788) épousa en 1760 Jean-François-Claude Perrin de Cypierre qui était Intendant de la Généralité d'Orléans (avec descendance). Ils habitèrent les châteaux de Chevilly et d'Auvilliers, tous les deux dans le Loiret.

Après une vie riche et mouvementée, après avoir connu plusieurs rois, deux révolutions et un empereur, Louis Pierre Parat de Chalandray s'éteint à 83 ans et demi, en sa demeure de Bazemont, le 23 septembre 1836.